# Katarzyna Kiedrzynek
Katarzyna Kiedrzynek, née le 19 mars 1991 à Lublin, est une joueuse internationale de football polonaise. Elle évolue au poste de gardienne de but au Paris Saint-Germain depuis l'été 2023 et avant pendant 7 ans de 2013 à 2020. Elle joue avec l'équipe de Pologne depuis 2011.

## Biographie

### Carrière

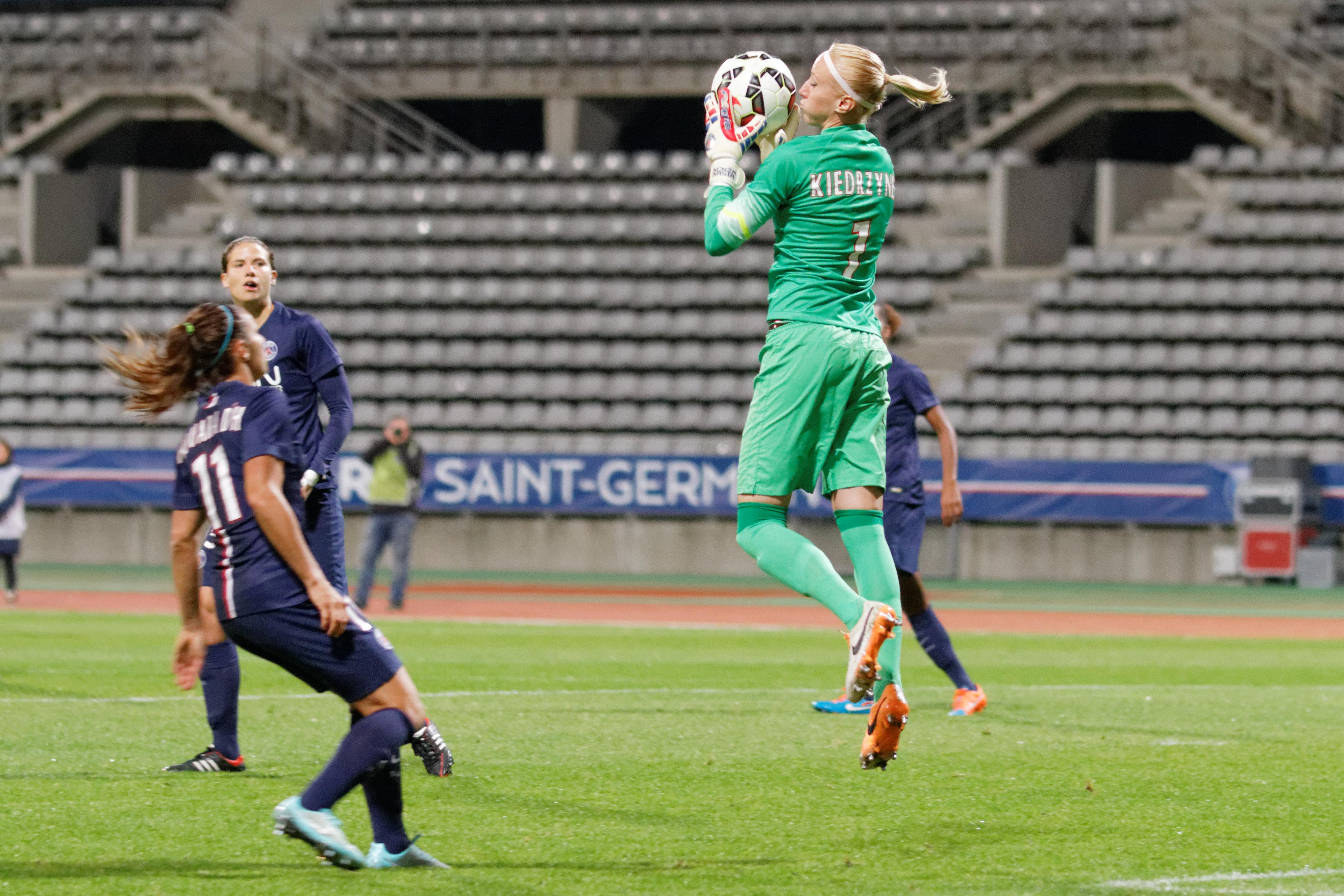
En Ligue des champions contre Twente, le 15 octobre 2014.

Le 9 juillet 2013, Katarzyna Kiedrzynek signe au Paris Saint-Germain, qualifié pour la Ligue des champions. Pour sa première saison disputée en France, la Polonaise ne joue que quatre matches de championnat et deux de coupe nationale, dont la finale qui oppose le PSG à Lyon (défaite deux à zéro). Elle est en effet concurrencée par l'internationale française Karima Benameur, choisie la plupart du temps par l'entraîneur Farid Benstiti.
Lors de la saison 2014-2015, Katarzyna Kiedrzynek s'impose comme titulaire dans les buts parisiens. Elle joue ainsi ses premières rencontres européennes, en Ligue des champions. En décembre 2014, elle décide de mettre un terme à sa carrière internationale, après 21 sélections avec l'équipe de Pologne. En Coupe d'Europe, elle se montre décisive, notamment lors des demi-finales, remportées face à Wolfsbourg en avril 2015. Quelques jours plus tard, ses dirigeants décident de prolonger son contrat jusqu'en juin 2018. Lors de la finale, le PSG s'incline après un but marqué dans le temps additionnel, contre le 1. FFC Francfort, et la Polonaise est par la suite nommée dans l'équipe type de la compétition.
Les parisiennes atteignent de nouveau la finale européenne en 2017, mais s'inclinent aux tirs au but. La gardienne polonaise frappe et rate le dernier tir de la série, permettant aux lyonnaises de remporter un nouveau sacre continental.
En 2019-2020, Christiane Endler devient titulaire dans les cages du PSG. À la fin de cette saison-là, Kiedrzynek quitte le club, après sept ans passés dans la capitale.
À 29 ans, la gardienne s'engage avec Wolfsburg.
Le 7 juin 2023, elle annonce son retour au Paris Saint-Germain dans le cadre d'un transfert pour une durée de 2 ans.

## Statistiques
| Saison                | Club                  | Championnat           | Championnat | Championnat | Coupe(s) nationale(s) | Coupe(s) nationale(s) | Compétition(s) continentale(s) | Compétition(s) continentale(s) | Compétition(s) continentale(s) | Total | Total |
| Saison                | Club                  | Division              | M.          | B.          | M.                    | B.                    | Comp.                          | M.                             | B.                             | M.    | B.    |
| 2013-2014             | Paris Saint-Germain   | Division 1            | 4           | 0           | 4                     | 0                     | C1                             | 0                              | 0                              | 8     | 0     |
| 2014-2015             | Paris Saint-Germain   | Division 1            | 15          | 0           | 1                     | 0                     | C1                             | 9                              | 0                              | 25    | 0     |
| 2015-2016             | Paris Saint-Germain   | Division 1            | 17          | 0           | 0                     | 0                     | C1                             | 5                              | 0                              | 22    | 0     |
| 2016-2017             | Paris Saint-Germain   | Division 1            | 16          | 0           | 4                     | 0                     | C1                             | 8                              | 0                              | 28    | 0     |
| 2017-2018             | Paris Saint-Germain   | Division 1            | 11          | 0           | 2                     | 0                     | -                              | -                              | -                              | 13    | 0     |
| 2018-2019             | Paris Saint-Germain   | Division 1            | 16          | 0           | 0                     | 0                     | C1                             | 0                              | 0                              | 16    | 0     |
| 2019-2020             | Paris Saint-Germain   | Division 1            | 5           | 0           | 2                     | 0                     | C1                             | 2                              | 0                              | 9     | 0     |
| Sous-total            | Sous-total            | Sous-total            | 84          | 0           | 13                    | 0                     | -                              | 24                             | 0                              | 121   | 0     |
| 2020-2021             | VfL Wolfsburg         | 1.Bundesliga          | 18          | 0           | 2                     | 0                     | C1                             | 6                              | 0                              | 26    | 0     |
| 2021-2022             | VfL Wolfsburg         | 1.Bundesliga          | 1           | 0           | -                     | -                     | C1                             | -                              | -                              | 1     | 0     |
| Sous-total            | Sous-total            | Sous-total            | 19          | 0           | 2                     | 0                     | -                              | 6                              | 0                              | 27    | 0     |
| Total sur la carrière | Total sur la carrière | Total sur la carrière | 103         | 0           | 15                    | 0                     | -                              | 30                             | 0                              | 148   | 0     |

## Palmarès
Avec le Paris Saint-Germain :
- Coupe de France
  - Finaliste (2) : 2014[12], 2017
- Ligue des champions
  - Finaliste (2)  : 2015[13], 2017

 VfL Wolfsburg
- Championne d'Allemagne (1)
  - Champion : 2022
- Coupe d'Allemagne (2)
  - Vainqueur : 2021, 2022 et 2023